# Union Reiseversicherung
Die Union Reiseversicherung AG (URV) mit Sitz in München ist eine im Jahr 2001 gegründete gemeinsame Reiseversicherung der öffentlichen Versicherer und Sparkassen.

## URV im Konzern Versicherungskammer
Die URV ist innerhalb der Consal Beteiligungsgesellschaft Teil des Konzerns Versicherungskammer. Die Produkte der URV umfassen Reiserücktritts- und Auslandskrankenversicherungen sowie verschiedene Reiseversicherungspakete.

## Geschichte
Die URV wurde am 21. Dezember 2001 als Teil der Consal Beteiligungsgesellschaft AG gegründet, zu der auch die Bayerische Beamtenkrankenkasse AG in München und die Union Krankenversicherung AG (UKV) in Saarbrücken gehören. Die URV AG ging aus der Union Reiseversicherung hervor, einem Unternehmen, das ursprünglich zur Kieler Provinzial Versicherungsgruppe gehörte.